# Apophua suturalis
Apophua suturalis là một loài tò vò trong họ Ichneumonidae.